# Olympische Winterspiele 2006/Eishockey
Bei den Olympischen Winterspielen 2006 fanden die Eishockeyturniere in Turin statt. 21 von 38 Spielen der Männer und 11 von 20 Spielen der Frauen wurden in der Halle Torino Palasport Olimpico ausgetragen, die übrigen Spiele gleich nebenan in der Halle Torino Esposizioni.

## Austragungsorte
| \| Turin \|                 |
| Austragungsort des Turniers |
| Turin                       |

| Turin |

## Medaillenspiegel
| Medaillenspiegel Eishockey (nach 2 von 2 Entscheidungen) |            |      |        |        |        |
| Platz                                                    | Land       | Gold | Silber | Bronze | Gesamt |
| 1                                                        | Schweden   | 1    | 1      | —      | 2      |
| 2                                                        | Kanada     | 1    | —      | —      | 1      |
| 3                                                        | Finnland   | —    | 1      | —      | 1      |
| 4                                                        | Tschechien | —    | —      | 1      | 1      |
| 4                                                        | USA        | —    | —      | 1      | 1      |